# ティム・フェデロビッチ
ティモシー・ジョゼフ・フェデロビッチ（英: Timothy Joseph "FedEx" Federowicz, 1987年8月5日 - ）は、アメリカ合衆国ペンシルベニア州エリー出身の元プロ野球選手（捕手）。
2021年に開催された東京オリンピック野球競技の銀メダリスト。

## 経歴

### プロ入りとレッドソックス傘下時代
2008年のMLBドラフト7巡目（全体232位）でボストン・レッドソックスから指名され、7月7日に入団。契約後、傘下のA-級ローウェル・スピナーズでプロデビュー。36試合に出場して打率.244、1本塁打、15打点、10盗塁を記録した。
2009年はまずA級グリーンビル・ドライブでプレーし、55試合に出場して打率.345、10本塁打、34打点、1盗塁の成績を残した。6月にA+級セイラム・レッドソックスへ昇格。51試合に出場して打率.257、4本塁打、24打点、1盗塁を記録した。
2010年はA級セイラムでプレーし、109試合に出場して打率.253、4本塁打、61打点、1盗塁を記録した。
2011年はAA級ポートランド・シードッグスでプレーし、90試合に出場して打率.277、8本塁打、52打点、1盗塁を記録した。

### ドジャース時代
2011年7月31日にレッドソックス、シアトル・マリナーズ、ロサンゼルス・ドジャース間の三角トレードで、ドジャースへ移籍した。傘下のAAA級アルバカーキ・アイソトープスでプレーし、25試合に出場して打率.325、6本塁打、17打点を記録した。9月6日にメジャー初昇格を果たし、11日のサンフランシスコ・ジャイアンツ戦でメジャーデビュー。8回裏から捕手の守備に就き、1打数無安打1三振だった。この年メジャーでは7試合に出場して打率.154、1打点だった。
2012年はAAA級アルバカーキで開幕を迎え、115試合に出場。打率.294、11本塁打、76打点の成績で、9月1日にメジャー昇格した。4試合に出場した。オフにドミニカン・ウィンターリーグに参加し、ティグレス・デル・リセイに所属した。
2013年は開幕ロースター入りしたが、4月6日にラモン・ヘルナンデスが加入したためAAA級アルバカーキへ降格。4月17日にクリス・カプアーノが故障者リスト入りしたため再昇格したが、4月24日にテッド・リリーが故障者リストから復帰したため再び降格した。5月8日に再昇格し、5月19日にAAA級アルバカーキへ降格した。5月30日に再昇格した。この年は自己最多の56試合に出場して打率.231、4本塁打、16打点を記録した。
2014年、前年から30試合近く出場機会が減少し、打率・出塁率・長打率のいずれもが.200未満に終わり、極度の打撃不振に陥った。守備面では、22試合にマスクを被って盗塁阻止率43%、守備防御点+1という成績を記録した。

### パドレス傘下時代
2014年12月18日にヤズマニ・グランダル、ジョー・ウィーランド、ザック・エフリンとのトレードで、マット・ケンプと共にサンディエゴ・パドレスへ移籍した。
2015年シーズンはメジャーでの出場はなく、8月1日にDFAとなり、11日にマイナー契約となった。オフの11月6日にFAとなった。

### カブス時代
2016年1月14日にシカゴ・カブスとマイナー契約を結んだ。開幕は傘下のAAA級アイオワ・カブスで迎えたが、4月28日にメジャー契約を結んでアクティブ・ロースター入りした。6月17日にDFAとなり、6月27日に40人枠から外れる形でAAA級アイオワに降格した。9月6日に再びメジャー契約を結んでアクティブ・ロースター入りした。この年メジャーでは17試合に出場した。オフの11月7日にFAとなった。

### ジャイアンツ時代
2016年12月12日にジャイアンツとマイナー契約を結び、2017年のスプリングトレーニングに招待選手として参加することになった。
2017年は傘下のAAA級サクラメント・リバーキャッツで開幕を迎えたが、4月11日にバスター・ポージーの7日間の故障者リスト入りに伴い、メジャー契約を結んでアクティブ・ロースター入りした。4月18日にポージーの復帰に伴ってDFAとなり、21日にマイナー契約でAAA級サクラメントへ降格した。9月1日にメジャー契約を結んでアクティブ・ロースター入りした。この年は13試合に出場して打率.231、2本塁打、3打点を記録した。オフの11月3日にFAとなった。

### アストロズ時代
2017年12月11日にヒューストン・アストロズとマイナー契約を結び、2018年のスプリングトレーニングに招待選手として参加することになった。
2018年は開幕を傘下のAAA級フレズノ・グリズリーズで迎えた。5月29日にブライアン・マッキャンの10日間の故障者リスト入りに伴い、メジャー契約を結んでアクティブ・ロースター入りした。6月8日にマッキャンの復帰に伴ってDFAとなり、10日にマイナー契約でAAA級フレズノへ降格した。7月3日にマッキャンが再び故障者リスト入りしたため、メジャー契約を結んでアクティブ・ロースター入りした。7月26日にマーティン・マルドナードの加入に伴ってDFAとなり、30日にFAとなった。

### レッズ時代
2018年8月2日にシンシナティ・レッズとマイナー契約を結び、翌3日にAAA級ルイビル・バッツへ配属された。9月4日にメジャー契約を結んでアクティブ・ロースター入りした。レギュラーシーズン終了後の10月3日にマイナー契約となってAAA級ルイビルへ配属され、同日中にFAとなった。

### インディアンス傘下時代
2019年2月14日にクリーブランド・インディアンスとマイナー契約を結んだ。開幕は傘下のAAA級コロンバス・クリッパーズで迎えた。

### レンジャーズ時代
2019年6月7日に後日発表選手または金銭とのトレードで、テキサス・レンジャーズへ移籍し、即日でアクティブ・ロースター入りした。8月1日にDFAとなり、3日にマイナー契約で傘下のAAA級ナッシュビル・サウンズへ配属された。9月20日に再びアクティブ・ロースター入りした。オフの12月19日にマイナー契約で再契約し、2020年のスプリングトレーニングに招待選手として参加することになった。
2020年11月2日にFAとなった。

### ドジャース傘下時代
2020年12月16日にドジャースとマイナー契約を結び、2021年のスプリングトレーニングに招待選手として参加することになった。開幕は傘下のAAA級オクラホマシティ・ドジャースで迎えた。
2021年5月23日、東京オリンピックの野球アメリカ大陸予選のアメリカ合衆国代表メンバーに選出された。7月3日に発表されたオリンピック本選の代表メンバーにも選出されたが、全試合で正捕手のマーク・コロズバリがマスクを被ったため、出場機会はなかった。AAA級オクラホマシティでは25試合に出場し、打率.200、3本塁打、9打点という成績にとどまり、9月5日にドジャースを自由契約となった。

### 現役引退後
2021年12月8日に現役引退と、翌2022年からシアトル・マリナーズ傘下のAAA級タコマ・レイニアーズの監督に就任することが発表された。
2023年はデトロイト・タイガースの捕手コーチを務めた。
2024年はタイガース傘下AAA級トレド・マッドヘンズの監督を務めた。同年限りで退団した。
2025年より、ボルチモア・オリオールズ傘下AAA級ノーフォーク・タイズの監督を務める。

## 詳細情報

### 年度別打撃成績
| 年 度    | 球 団    | 試 合 | 打 席 | 打 数 | 得 点 | 安 打 | 二 塁 打 | 三 塁 打 | 本 塁 打 | 塁 打 | 打 点 | 盗 塁 | 盗 塁 死 | 犠 打 | 犠 飛 | 四 球 | 敬 遠 | 死 球 | 三 振 | 併 殺 打 | 打 率 | 出 塁 率 | 長 打 率 | O P S |
| -------- | -------- | ----- | ----- | ----- | ----- | ----- | -------- | -------- | -------- | ----- | ----- | ----- | -------- | ----- | ----- | ----- | ----- | ----- | ----- | -------- | ----- | -------- | -------- | ----- |
| 2011     | LAD      | 7     | 16    | 13    | 0     | 2     | 0        | 0        | 0        | 2     | 1     | 0     | 0        | 0     | 0     | 2     | 0     | 1     | 4     | 0        | .154  | .313     | .154     | .467  |
| 2012     | LAD      | 3     | 4     | 3     | 0     | 1     | 0        | 0        | 0        | 1     | 0     | 0     | 0        | 0     | 0     | 1     | 0     | 0     | 2     | 0        | .333  | .500     | .333     | .833  |
| 2013     | LAD      | 56    | 173   | 160   | 12    | 37    | 8        | 0        | 4        | 57    | 16    | 0     | 0        | 2     | 1     | 10    | 5     | 0     | 56    | 5        | .231  | .275     | .356     | .631  |
| 2014     | LAD      | 23    | 78    | 71    | 2     | 8     | 3        | 0        | 1        | 14    | 5     | 0     | 0        | 2     | 1     | 3     | 0     | 1     | 18    | 3        | .113  | .158     | .197     | .355  |
| 2016     | CHC      | 17    | 33    | 31    | 3     | 6     | 2        | 0        | 0        | 8     | 3     | 0     | 0        | 0     | 1     | 1     | 0     | 0     | 12    | 1        | .194  | .212     | .258     | .470  |
| 2017     | SF       | 13    | 14    | 13    | 3     | 3     | 0        | 0        | 2        | 9     | 3     | 0     | 0        | 0     | 0     | 1     | 0     | 0     | 4     | 1        | .231  | .286     | .692     | .978  |
| 2018     | HOU      | 10    | 35    | 34    | 4     | 7     | 3        | 0        | 0        | 10    | 2     | 0     | 0        | 0     | 0     | 1     | 0     | 0     | 13    | 1        | .206  | .229     | .294     | .523  |
| 2018     | CIN      | 5     | 7     | 6     | 1     | 2     | 1        | 0        | 1        | 6     | 2     | 0     | 0        | 0     | 0     | 1     | 0     | 0     | 3     | 0        | .333  | .429     | 1.000    | 1.429 |
| '18計    | CIN      | 15    | 42    | 40    | 5     | 9     | 4        | 0        | 1        | 16    | 4     | 0     | 0        | 0     | 0     | 2     | 0     | 0     | 16    | 1        | .225  | .262     | .400     | .662  |
| 2019     | TEX      | 29    | 83    | 75    | 6     | 12    | 2        | 0        | 4        | 26    | 7     | 1     | 0        | 3     | 0     | 5     | 0     | 0     | 31    | 1        | .160  | .213     | .347     | .559  |
| MLB：8年 | MLB：8年 | 163   | 443   | 406   | 31    | 78    | 19       | 0        | 12       | 133   | 39    | 1     | 0        | 7     | 3     | 25    | 5     | 2     | 143   | 12       | .192  | .241     | .328     | .568  |

### 代表歴
- 2020年東京オリンピックの野球競技・アメリカ合衆国代表

### 背番号
- 31（2011年）
- 52（2012年）
- 18（2013年）
- 26（2014年）
- 15（2016年4月 - 6月）
- 19（2016年9月 - 同年終了、2018年 - 同年7月25日）
- 43（2017年）
- 17（2018年9月8日 - 同年終了）
- 50（2019年）